# Leptherpum loomisi
Leptherpum loomisi är en mångfotingart som beskrevs av Jeekel 1963. Leptherpum loomisi ingår i släktet Leptherpum och familjen Chelodesmidae. Inga underarter finns listade i Catalogue of Life.